# Національний Палац Сінтри
38°47′52″ пн. ш. 9°23′27″ зх. д. / 38.797777777778° пн. ш. 9.3908333333333° зх. д.

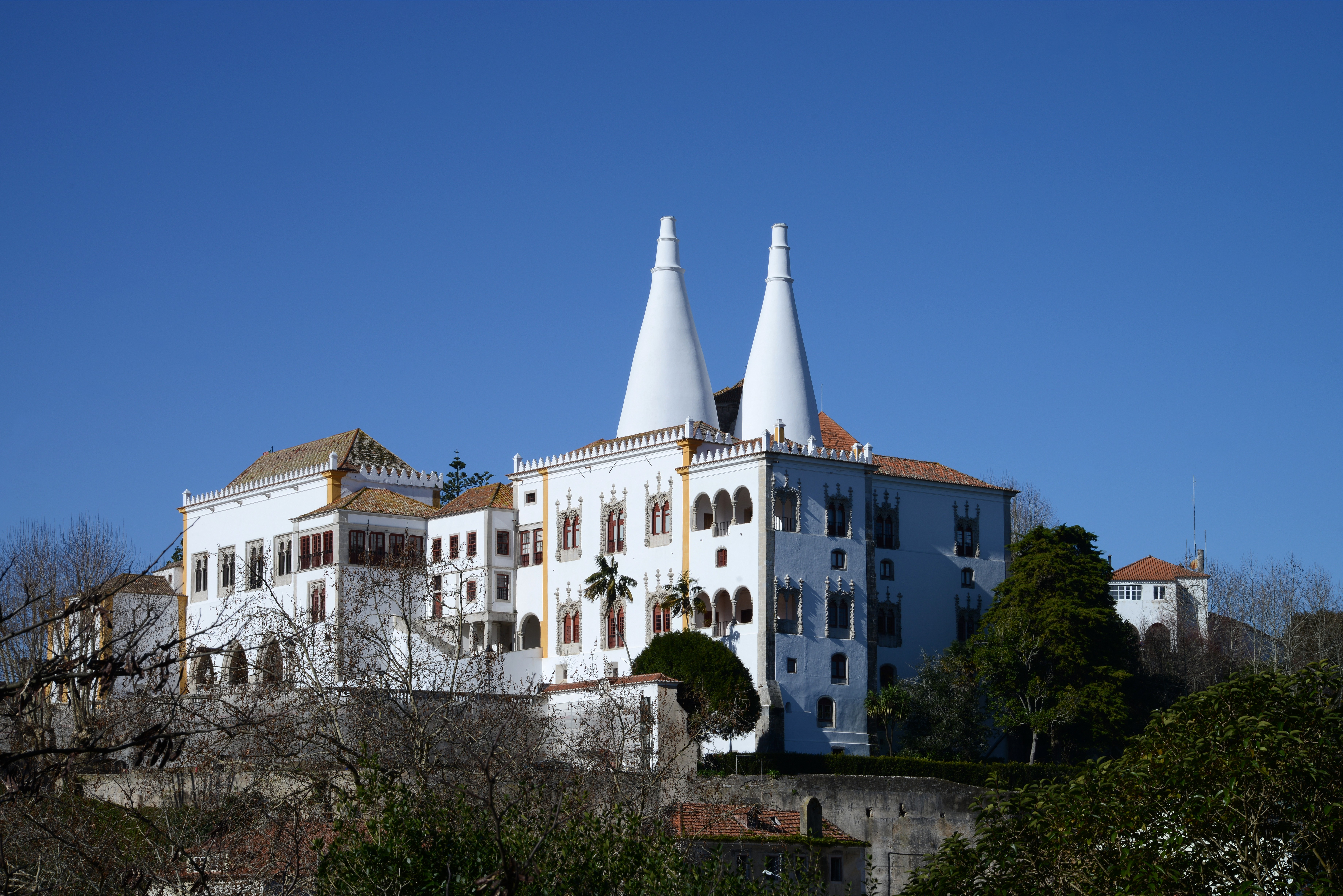
Палац Сінтри, також відомий як «Міський палац». Вид із сходу, мануелінське крило

Національний Палац Сінтра (порт. Palácio Nacional de Sintra), також Міський Палац (Palácio da Vila), розташований у містечку Сінтра, в Лісабонському окрузі Португалії. Це сучасний історичний будинок-музей.
Це найкраще збережена середньовічна королівська резиденція в Португалії, в якій проживали більш-менш постійно, щонайменше, з початку XV століття до кінця XIX століття. Це популярне туристичне місце, яке є частиною культурного ландшафту Сінтри, визначеного об’єктом Світової спадщини ЮНЕСКО.

## Історія
Це був один із двох замків у теперішній Синтрі в епоху мавританського Аль-Андалусу, історія якого  розпочалась з арабського завоювання Піренейського півострова у VIII столітті. Інший, тепер відомий як Каштелу душ Мурош (Замок маврів), розташований на високому пагорбі з видом на сучасну Сінтру, тепер є романтичною руїною.
Замок, тепер відомий як Національний палац Сінтра, був резиденцією ісламських правителів Лісабонської Тайфи. Найдавніша згадка про нього — записи арабського географа Аль-Бакра. У XII столітті селище завоював король Афонсу І разом із замоком Сінтри.
Поєднання готичного, мануелінського, мавританського та мудехарського стилів у нинішньому вигляді палацу є, головним чином, результатом будівельних робіт у XV та на початку XVI століття.

## Каплиця
Все, що було побудоване в часи мавританського правління або під час правління перших португальських королів, не збереглося. Найдавнішою частиною палацу, яку можна побачити зараз — Королівська каплиця, можливо, побудована під час правління короля Дініша I на початку XIV століття. Палацова каплиця має підлогу з кахлів, що разом з кахлями апсиди нагадують килим. Стіни оздоблені квадратними орнаментами, які нагадують кахлі і зображують Святого Духа, що спускається у вигляді голуба. Дерев’яна стеля оформлена в мавританському стилі.

## Ранній палац

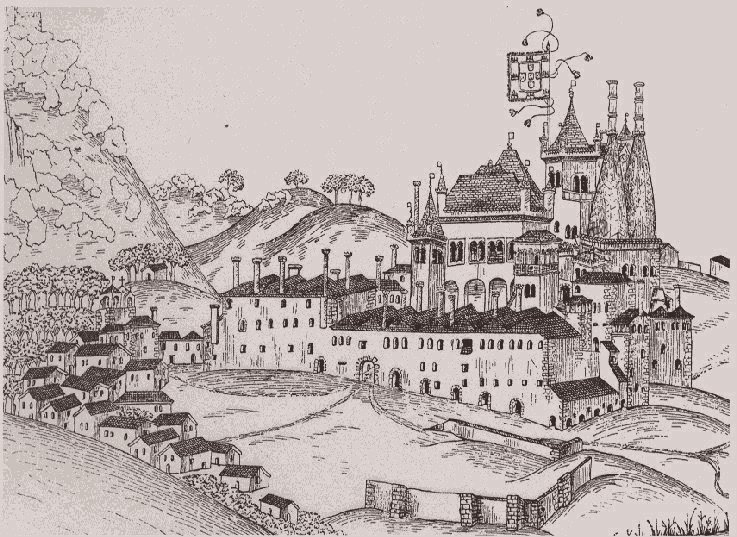
Палац Сінтри, намальований Дуарте Д'Армасом близько 1509 року. Мануелінську секцію ще не побудовано. Тоді передній двір Палацу був обнесений стіною та кількома будівлями. Чітко видно головний фасад Крила Жуана з вхідною галереєю, а також конічні кухонні димоходи

Значна частина палацу датується часами короля Жуана I, який спонсорував будівництво палацу починаючи близько 1415 року.
На ці кошти було зведено більшість будівель навколо центрального подвір’я —Ала Джоаніна (Крило Жуана), включаючи головну будівлю фасаду з вхідними арками та біфоріями в стилі Мануелін та Мавританія, конічні димоходи кухні, які видно майже з усіх точок міста, і багато кімнат, включаючи:
- Кімната лебедів (Sala dos Cisnes) в мануелінському стилі, названа так через зображені на стелі лебеді. Кількість намальованих лебедів, символів будинку нареченого Філіппа III з Бургундії, дорівнює їх кількості нареченій, Інфанті Ізабелі, та означає їх вік — 30.[3]
- Кімната сорок (Sala das Pegas); намальовані на стелі та фризі сороки тримають у дзьобах емблему por bem (на честь). Це пов'язують з розповіддю про те, що король Жуан I був спійманий його королевою Філіппою за поцілунком поцілунком з дамою. Щоб зупинити всі плітки, він мав кімнату, прикрашену стількома сороками, скільки жінок тоді було при дворі (136).
- Патіо: на ранньому крилі палацу представлені двори, прикрашені плиткою та басейнами в арабському стилі.

Син Жуана I, король Дуарте, дуже любив Палац і затримувався в ньому на довго. Він залишив письмовий опис Палацу, який є цінним для розуміння розвитку та використання будівлі, і підтверджує, що значна частина палацу не значно змінилася з моменту будівництва. Наступник Дуарта, король Афонсу V народився (1432 р.) і помер (1481 р.) саме у Палаці сінтри. Наступник Афонсу V, король Жуан II, був тут проголошений королем Португалії.

## Середньовічний палац
в середньовічній частині палацу, з оригінальною кахльованою підлогою, була спальнею-в'язницею короля Афонсу VI до його смерті в 1683 році.

### XVI століття
- Арабська кімната (Sala dos Árabes) — це кімната, повністю оздоблена азулєжу, з фонтаном мавританського стилю в центрі.
- Кухні. Пара неординарних кухонь — це великі кімнати зі стінами духовок і кухонних плит, над якими замість стелі піднімається величезна пара конічних димоходів, які звужуються.
- Зала Гербів, в мануелінському стилі, найвишуканіше прикрашена кімната палацу, має геральдичні символи португальських знатних родин і є найбільш художньо значущою геральдичною кімнатою в Європі[4].

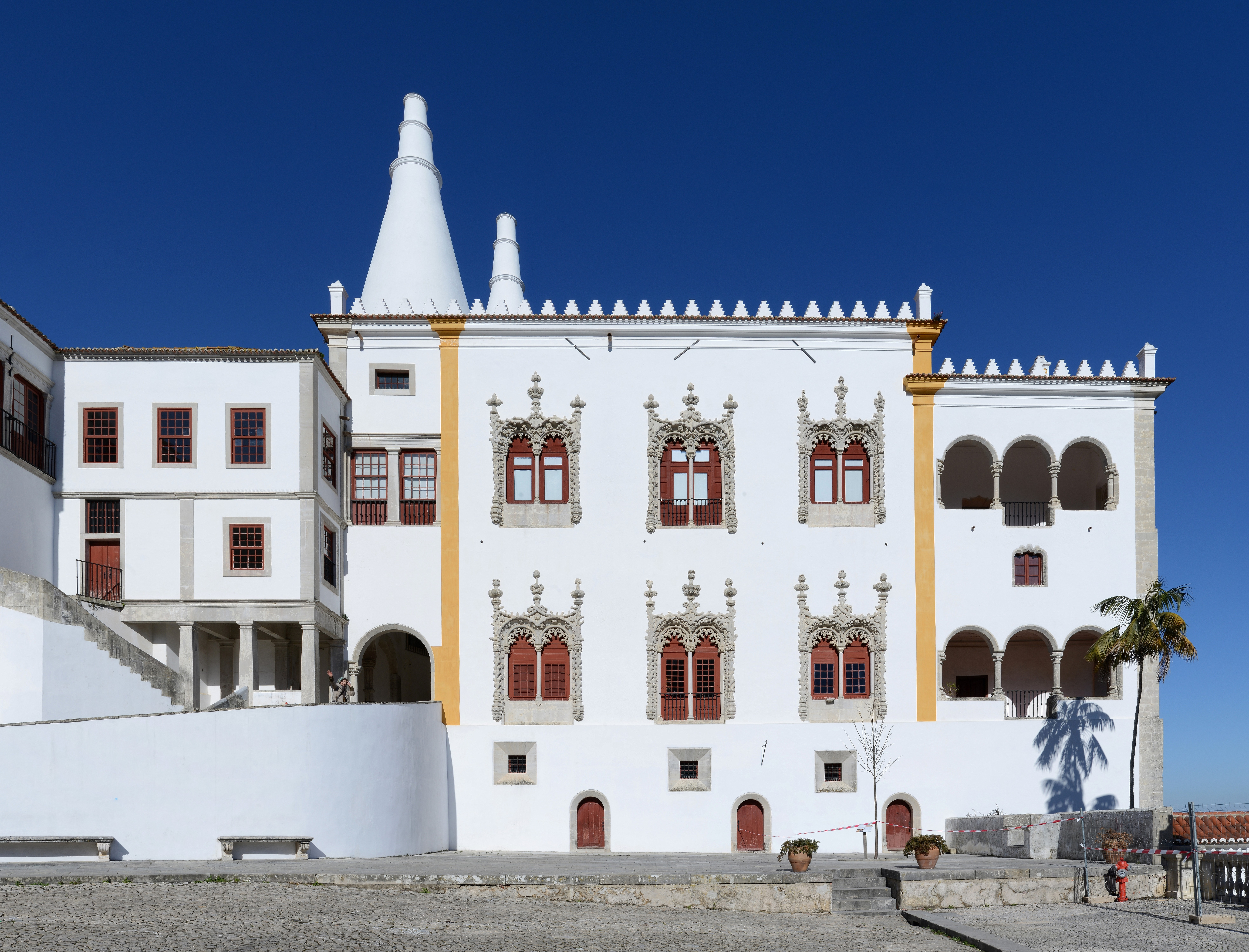
Мануелінське крило

Інші значні будівельні роботи, які визначили структуру та оздоблення палацу, були спонсорована королем Мануелем I між 1497 та 1530 роками, завдяки багатству, отриманому від заморських експедицій в Добу великих географічних відкриттів. За часів правління цього короля розвивався перехідний готико-ренесансний мистецький стиль, названий Мануелін, а також відроджувався ісламський мистецький вплив (Мудехар). Ці стилі вплинули на вибір поліхромної керамічної плитки як кращої декоративної форми мистецтва.
Король Мануель наказав побудувати так звану Ала Мануеліну (Крило Мануела) праворуч від головного фасаду, прикрашеного типовими вікнами мануеліна. Він також побудував Залу Гербів (Sala dos Brasões) (1515–1518) з чудовою, покритою деревом, купольною стелею, прикрашеною 72 гербами короля та основних португальських дворянських родин. Однак герб родини Тавора був знятий після їх змови проти царя Жозе I.
Більшість кімнат король Мануел задекорував поліхромними кахлями, спеціально виготовлених для нього в Севільї. Ці різнокольорові плиткові панелі відображують ісламські мотиви і придають арабську атмосферу.

### Сучасність
У наступні століття королі продовжували заселятися у Палац, додаючи нове — картини, панно азулєжу, меблі.
Сумна історія, пов’язана з палацом, — це історія про психічно нестабільного короля Афонсу VI, який був скинутий з трону його братом Педру II і вимушений був жити, не виходячи з резиденції з 1676 року до своєї смерті в 1683 році.
Ансамбль зазнав пошкоджень після землетрусу в Лісабоні 1755 року, але був відновлений "за старою модою". Найбільшою втратою від великого землетрусу стала вежа над Арабською кімнатою, яка обвалилася. Наприкінці XVIII переобладнала та переробила кімнати Крила Мануела королева Марія I.
Королева Амелія дуже любила палац і зробила кілька його малюнків (ХІХ ст).
З заснуванням Республіки в 1910 р. Палац став національною пам’яткою. У 40-х роках його відновив архітектор Рауль Ліну, який намагався повернути його колишню величність, додавши старі меблі з інших палаців та відновивши азулєжу. З тих пір він є важливою історичною туристичною визначною пам'яткою.

## Галерея

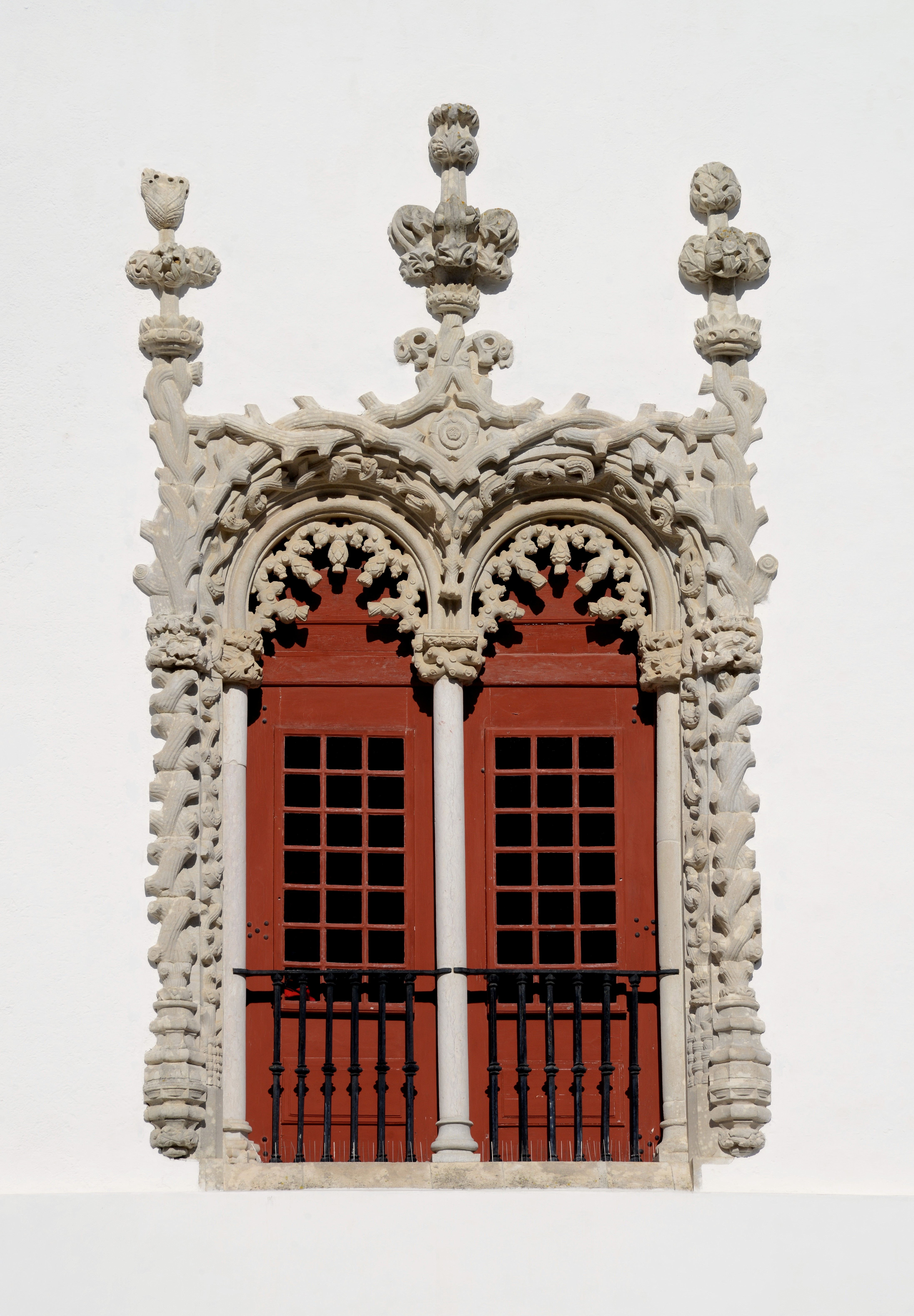
Біфорій
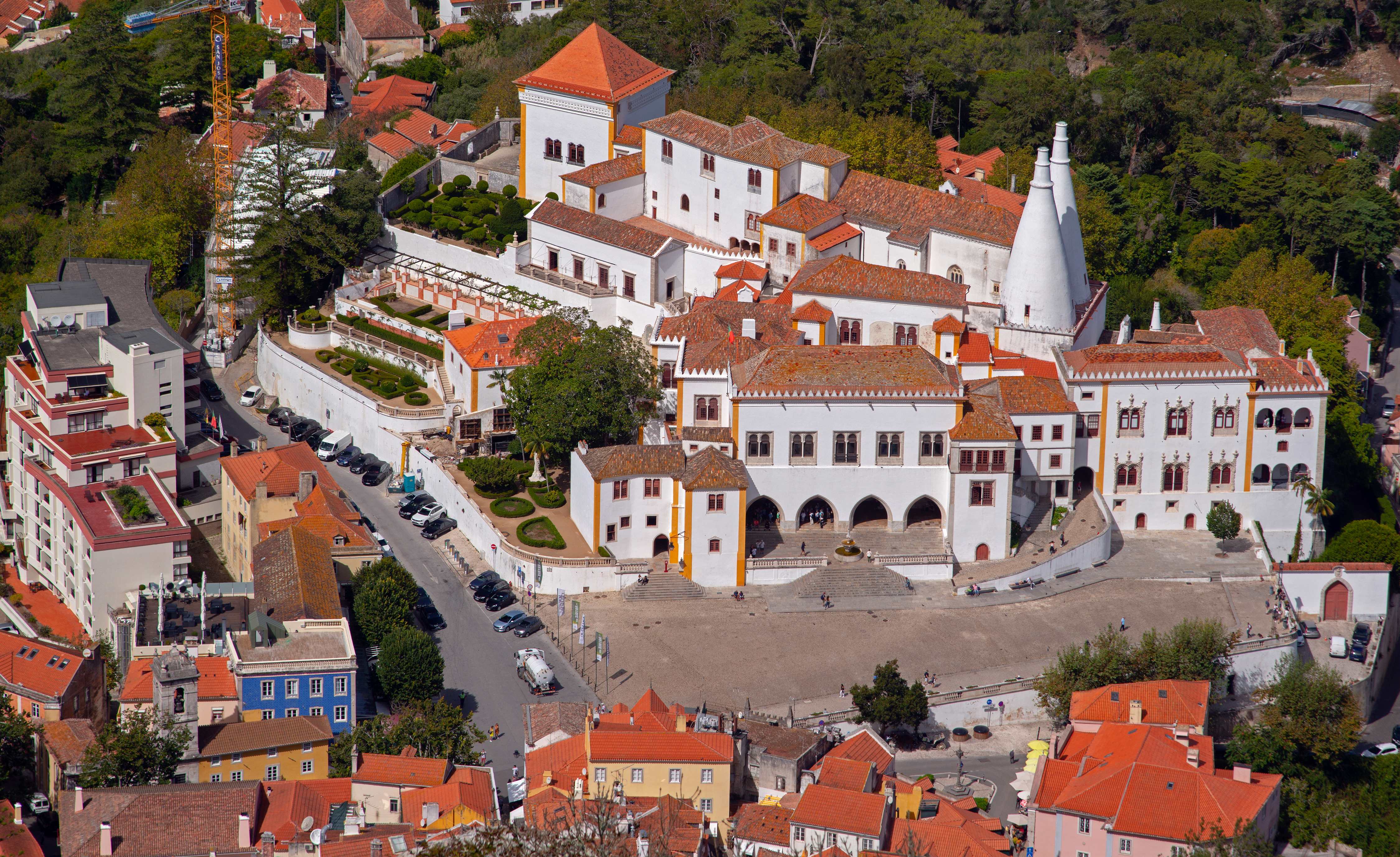
Палац зверху
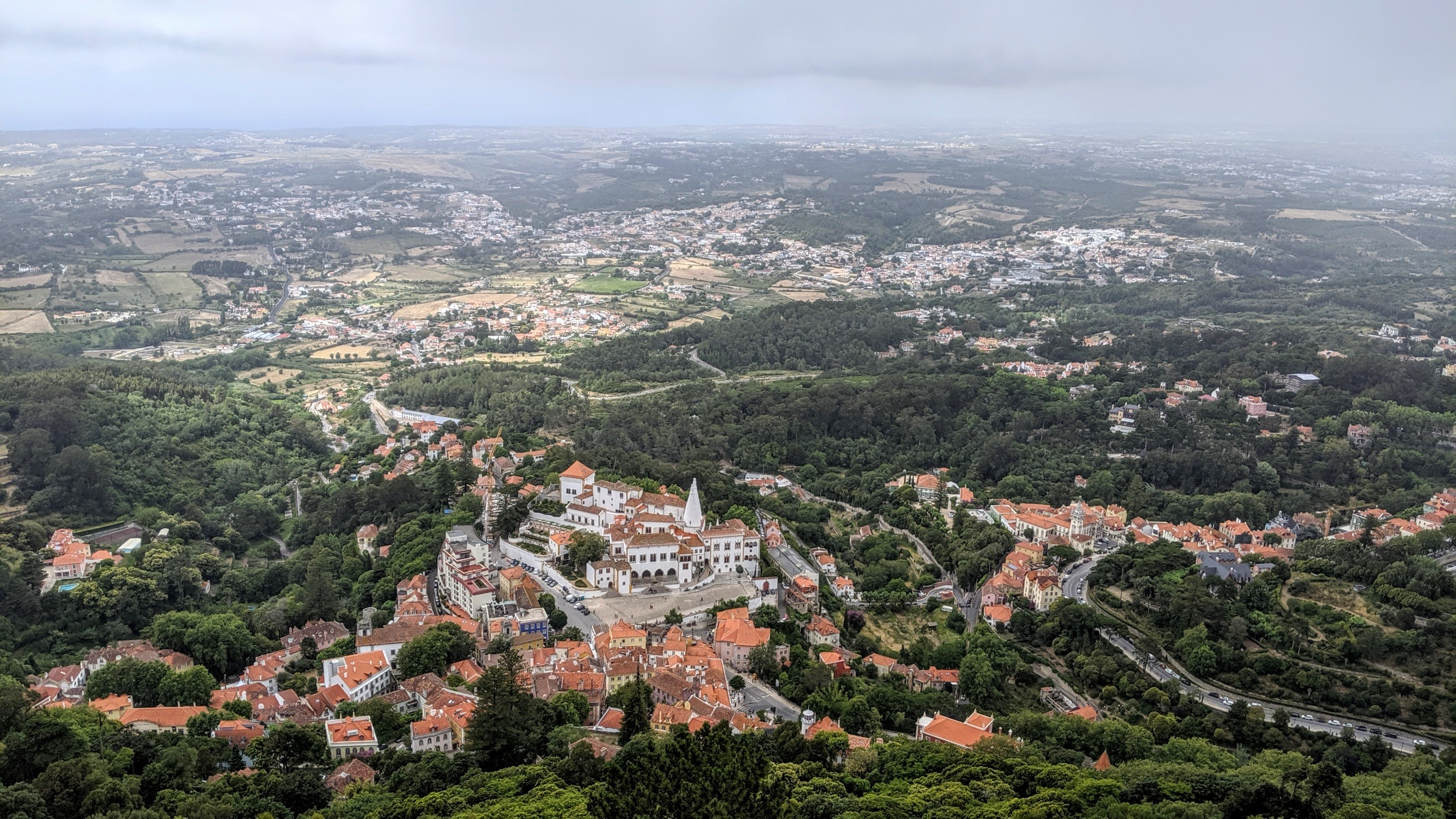
Національний палац Сінтри та місто; фото з Замку маврів.
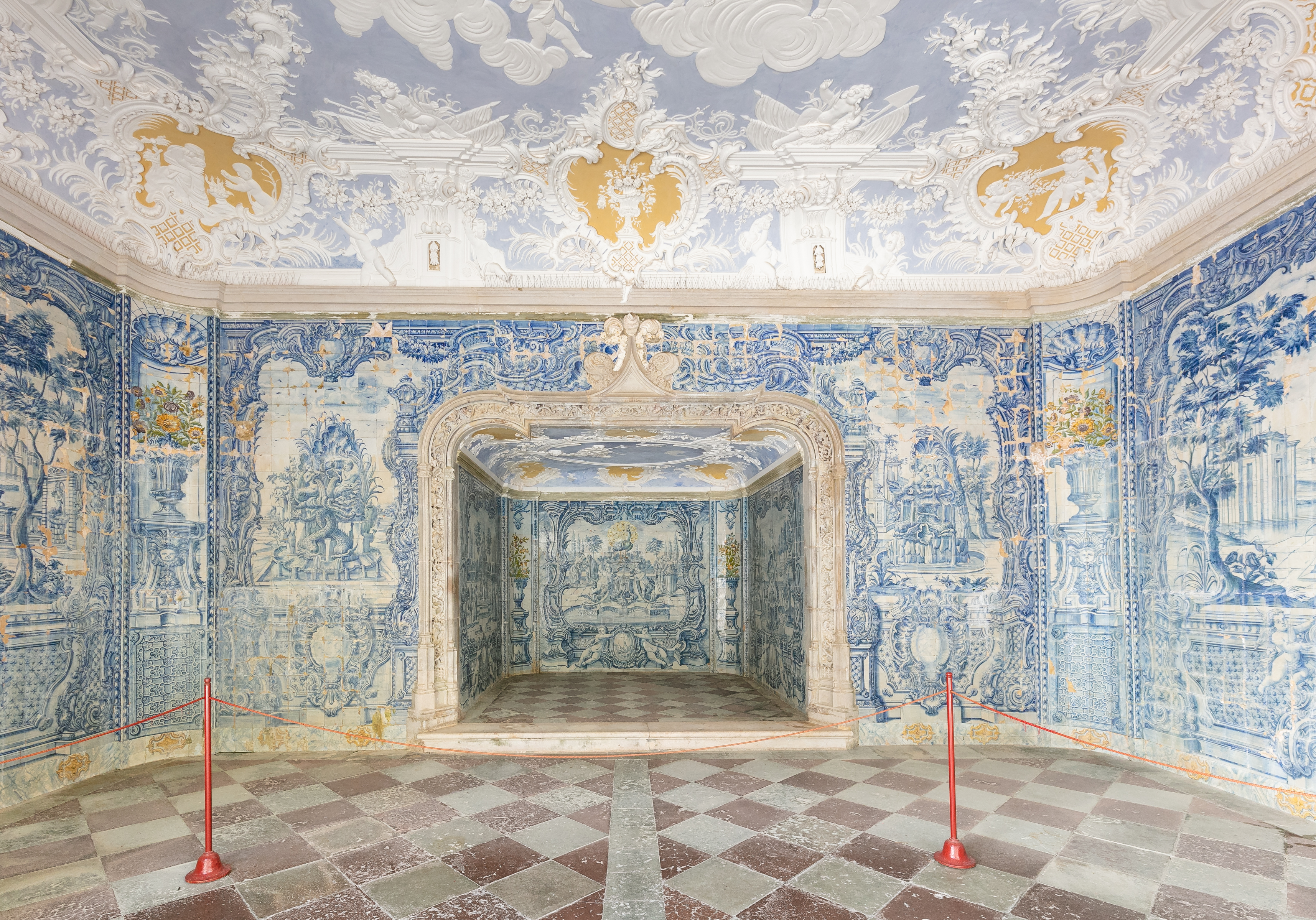
Зала внутрішнього двору палацу, стіни якої оздоблені азулєжу
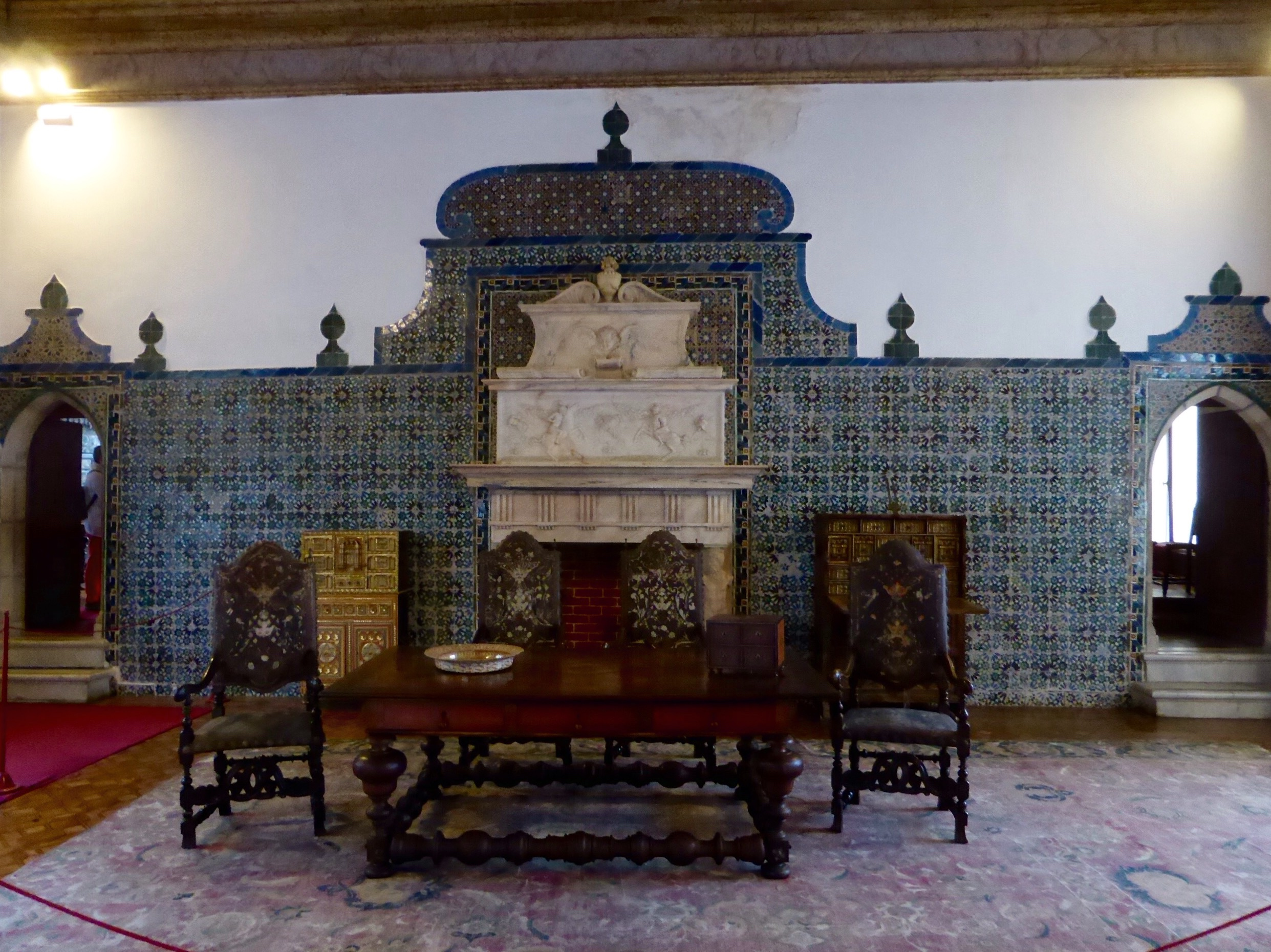
Зала сорок
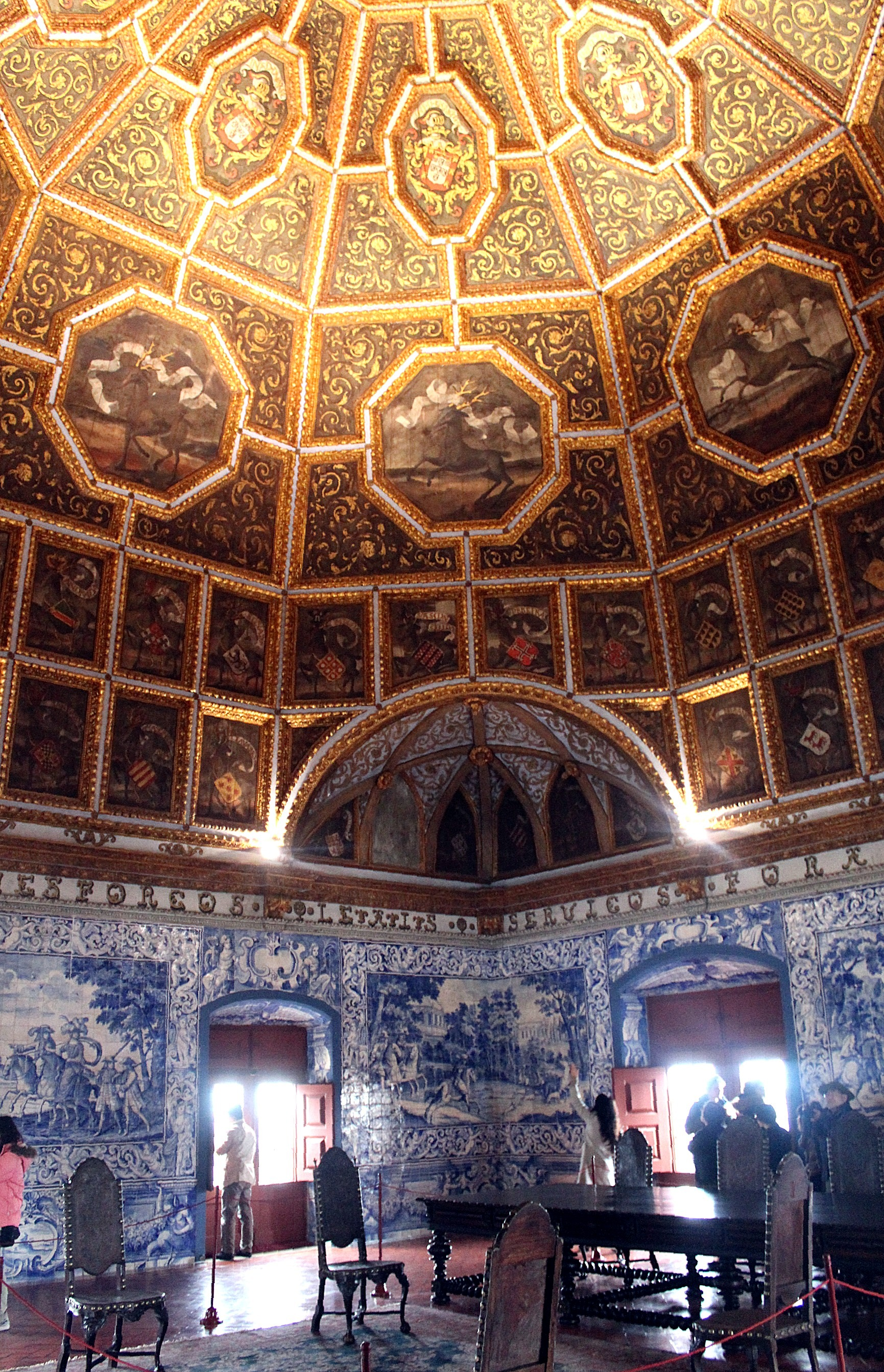
Зала Гербів XVI століття. Азулєжу XVIII століття.
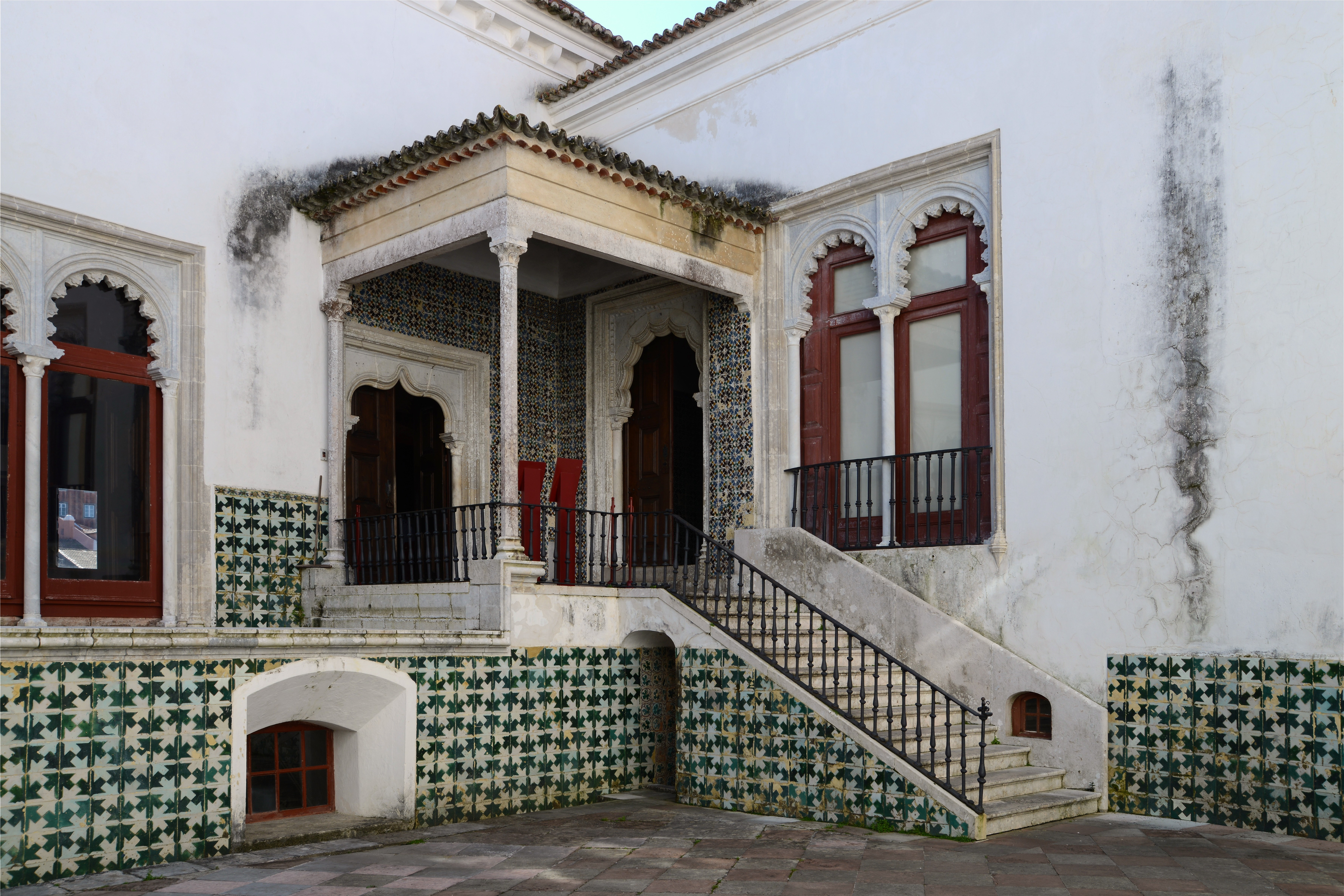
Головний двір у мудехарському стилі з біфорами і порталом та декором з геометричним малюнком на кахлях XVI століття.
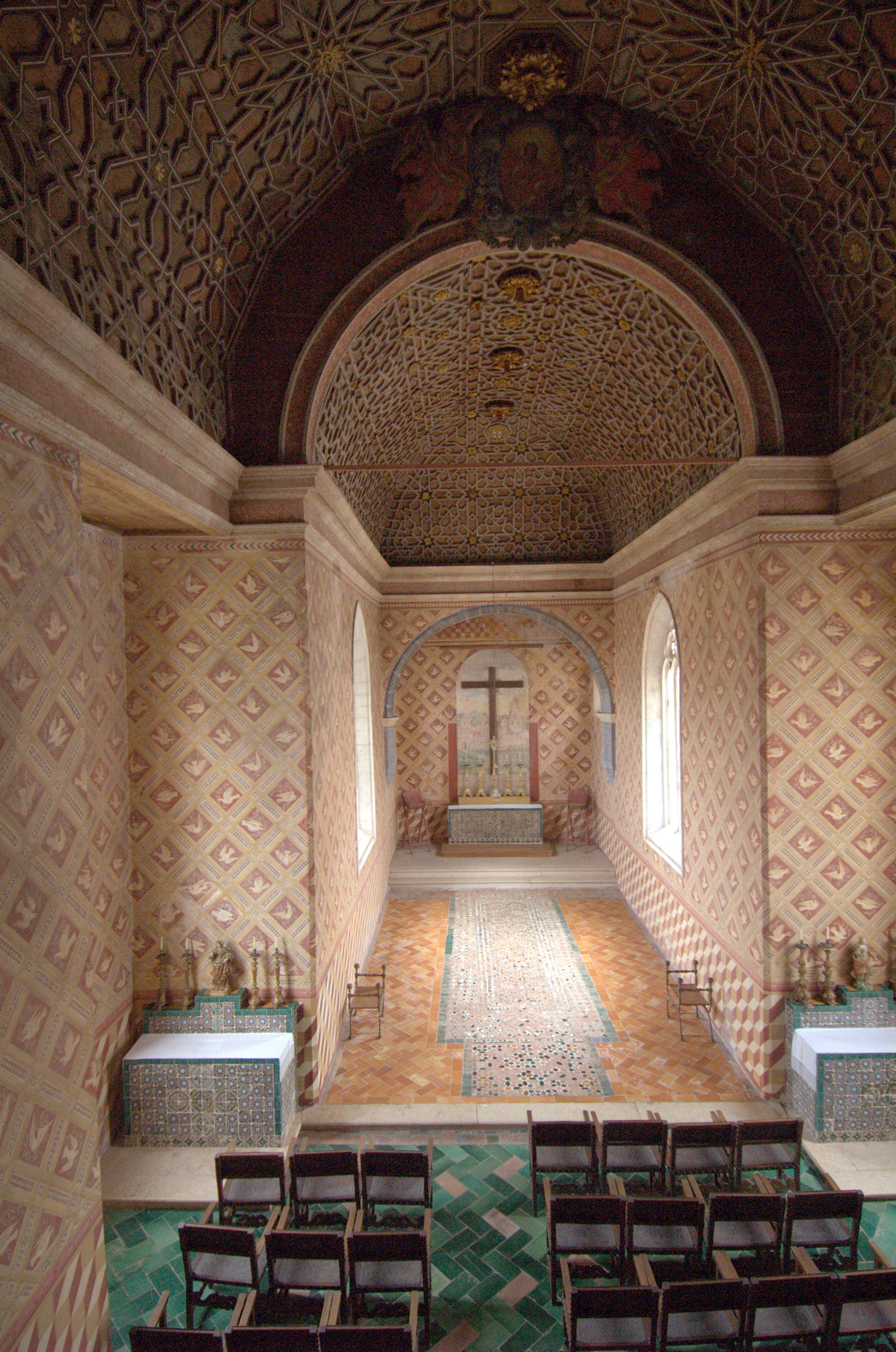
Каплиця палацу Сінтра